# Kitagawa Hikaru
Kitagawa Hikaru (北川 ひかる, sinh ngày 10 tháng 5 năm 1997) là một cầu thủ bóng đá nữ người Nhật Bản.

## Đội tuyển bóng đá nữ quốc gia Nhật Bản
Kitagawa Hikaru thi đấu cho đội tuyển bóng đá nữ quốc gia Nhật Bản từ năm 2017.

## Thống kê sự nghiệp
| Nhật Bản  | Nhật Bản | Nhật Bản |
| Năm       | Trận     | Bàn      |
| --------- | -------- | -------- |
| 2017      | 5        | 0        |
| Tổng cộng | 5        | 0        |